# Max Dortu
Max Dortu (1826-1849) foi um democrata revolucionário nascido na Alemanha. Ele participou na revolta de Berlim de 18 de março de 1848 e na revolta de Baden-Palatinado de 1849. Após a supressão dos revoltosos, as forças de intervenção prussianas em Baden capturaram Dortu em Freiburg. Ele foi julgado em corte marcial e executado por um pelotão de fuzilamento.